# Дмитриев, Иван Сергеевич
Иван Сергеевич Дмитриев (1803—1881) — русский кораблестроитель XIX века, корабельный инженер-генерал, председатель кораблестроительного отделения Морского технического комитета.

## Биография
Дмитриев Иван Сергеевич родился в 1803 году в Херсонской губернии. Получил домашнее образование.

### Служба на Черноморском флоте (1811—1858)
15 июня 1814 года, одиннадцатилетним подростком, поступил на службу в кораблестроительную команду Черноморского флота тиммерманским учеником. 1 января 1821 году был произведён в тиммерманы унтер-офицерского ранга. До 1827 года служил в нижних чинах флота. 1 июля 1827 года И. С. Дмитриев был переименован в кондукторы 1-го класса. 22 сентября 1827 года получил первое офицерский чин — был произведён в прапорщики Корпуса корабельных инженеров. 23 января 1829 года произведён в подпоручики. В 1833 году получил чин поручика.
В 1833 году Дмитриев был прикомандирован к эскадре Черноморского флота вице-адмирала М. П. Лазарева, которая в то время находилась в Константинополе. Занимался ремонтом кораблей и построил на азиатском берегу Босфора две пристани для высадки десанта и артиллерии русских войск. Составил чертежи турецкого 100-пушечного корабля «Султан-Махмуд» и фрегата, строившегося в адмиралтействе американскими строителями. Был награждён орденом Святого Станислава 3 степени и турецкой золотой медалью.
21 июня 1834 года заложил на Николаевской верфи свой первый корабль — пароход «Северная Звезда», который спустил на воду 1 августа 1835 года.

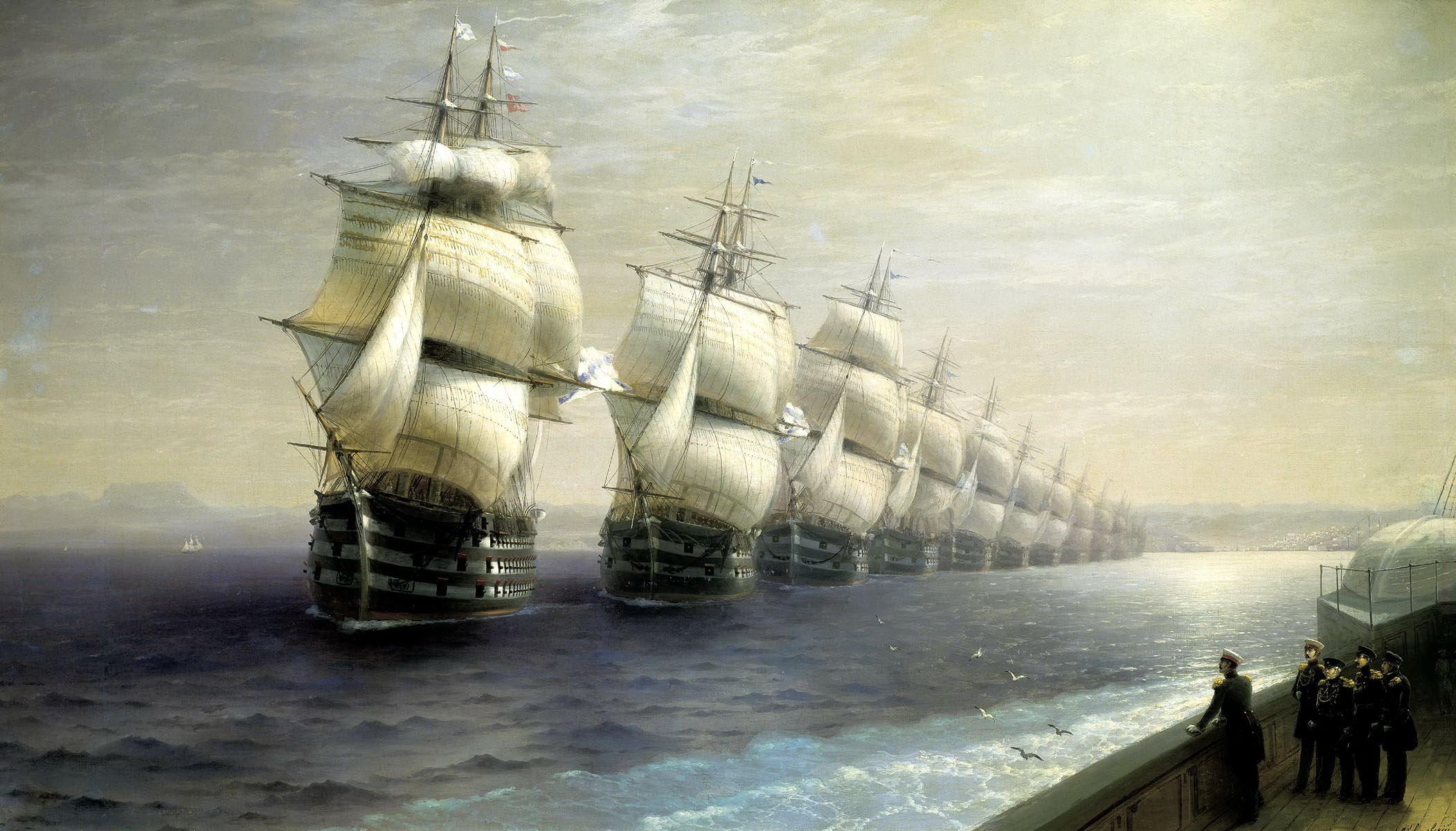
Корабли «Ростислав», «Святослав», «Ягудиил» на картине И. К. Айвазовского «Смотр Черноморского флота в 1849 году»

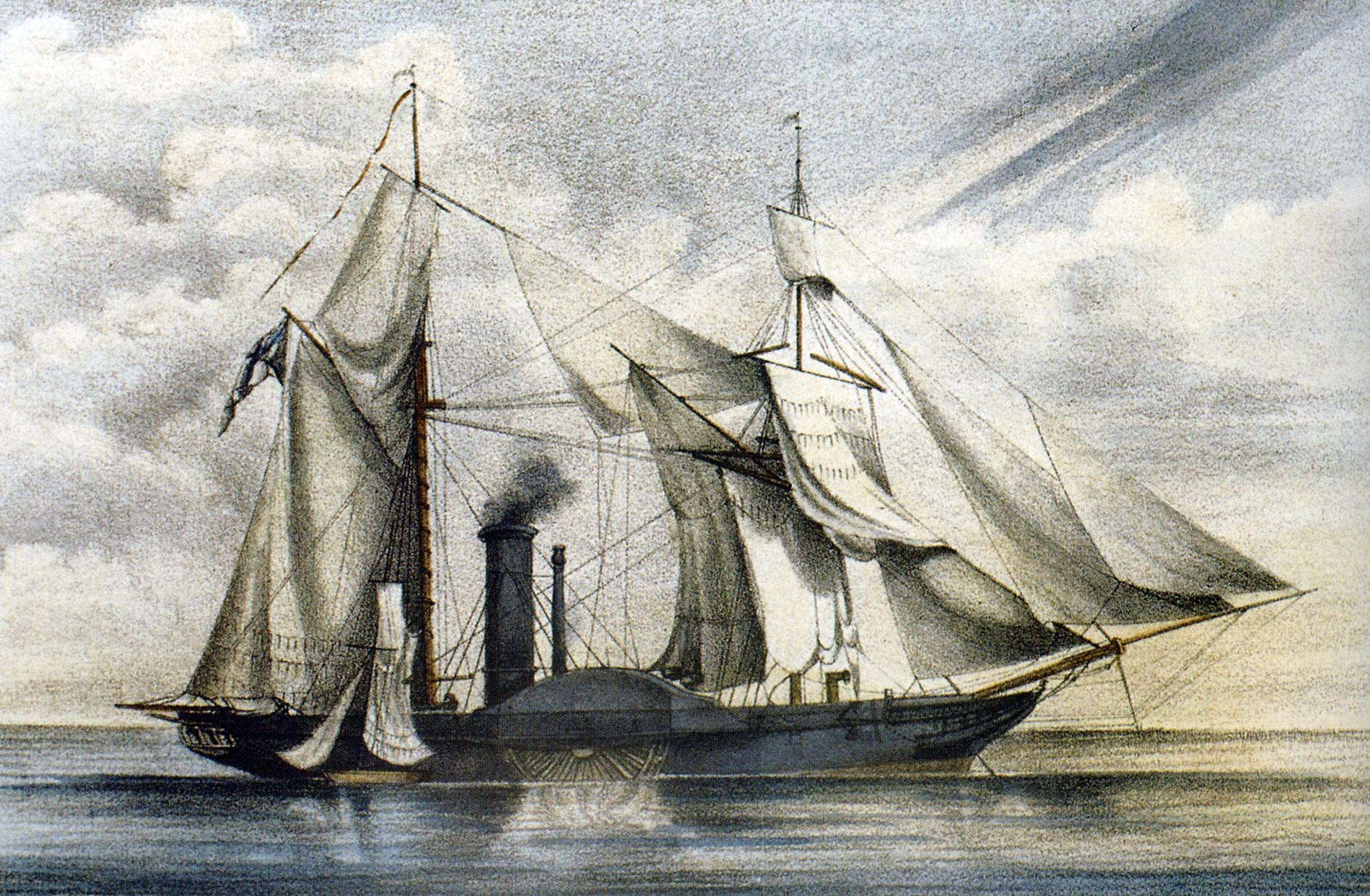
Пароход «Грозный». Литография художника Подустова по собственному рисунку

12 сентября 1834 года Дмитриев заложил в Николаевском адмиралтействе 10-пушечную яхту «Стрела» (спущена 27 апреля 1835 года). В 1837 году, после достройки парохода «Северная Звезда» и постройки грузового бота, И. С. Дмитриев был направлен в командировку в британскую военно-морскую базу Портсмут «для усовершенствования в кораблестроении». Получил разрешение посетить верфи и заводы Северной Америки, где был допущен к осмотру всех верфей, доков, морских арсеналов с правом приобретать чертежи, модели и рисунки. После полугодового пребывания в Америке вернулся в Англию, где продолжил знакомиться с опытом иностранного кораблестроения. 29 декабря 1835 года произведён в штабс-капитаны, а 2 ноября 1838 года — в капитаны Корпуса корабельных инженеров.
Весной 1839 года вернулся из заграничной командировки в Николаев, где до 1858 года строил линейные корабли и пароходы.
На верфях Николаева корабелом И. С. Дмитриевым были построены:
 — 84-пушечный линейный корабль «Ягудиил» (заложен в Спасском адмиралтействе 21 сентября 1839, спущен на воду 17 сентября 1843 года);
 — 84-пушечный линейный корабль «Ростислав» (заложен в Спасском адмиралтействе 16 мая 1843, спущен на воду 1 ноября 1844 года);
 — 84-пушечный линейный корабль «Святослав» (заложен в Спасском адмиралтействе 16 мая 1843, спущен на воду 7 декабря 1845 года);
 — 84-пушечный линейный корабль «Чесма» (заложен в Спасском адмиралтействе 26 июля 1842, спущен на воду 23 октября 1849 года);
 — 84-пушечный линейный корабль «Императрица Мария» (заложен в Главном адмиралтействе 23 апреля 1849, спущен на воду 9 мая 1853 года);
 — 135-пушечный парусно-винтовой корабль «Цесаревич» (заложен в Спасском адмиралтействе 15 августа 1853, спущен на воду 10 ноября 1857 года);
 — шхуны «Алупка» и «Опыт», пароходы «Грозный» и «Молния».
6 декабря 1847 года Дмитриев был произведён в подполковники, а 26 сентября 1855 года в полковники Корпуса корабельных инженеров.
В 1855—1858 годах в Николаевском адмиралтействе Дмитриев построил первую черноморскую императорскую 4-пушечную колёсную яхту-пароход «Тигр». Деревянный пароход имел паровую машину мощностью 400 л. с..

### Служба в Санкт-Петербурге (1858—1881)

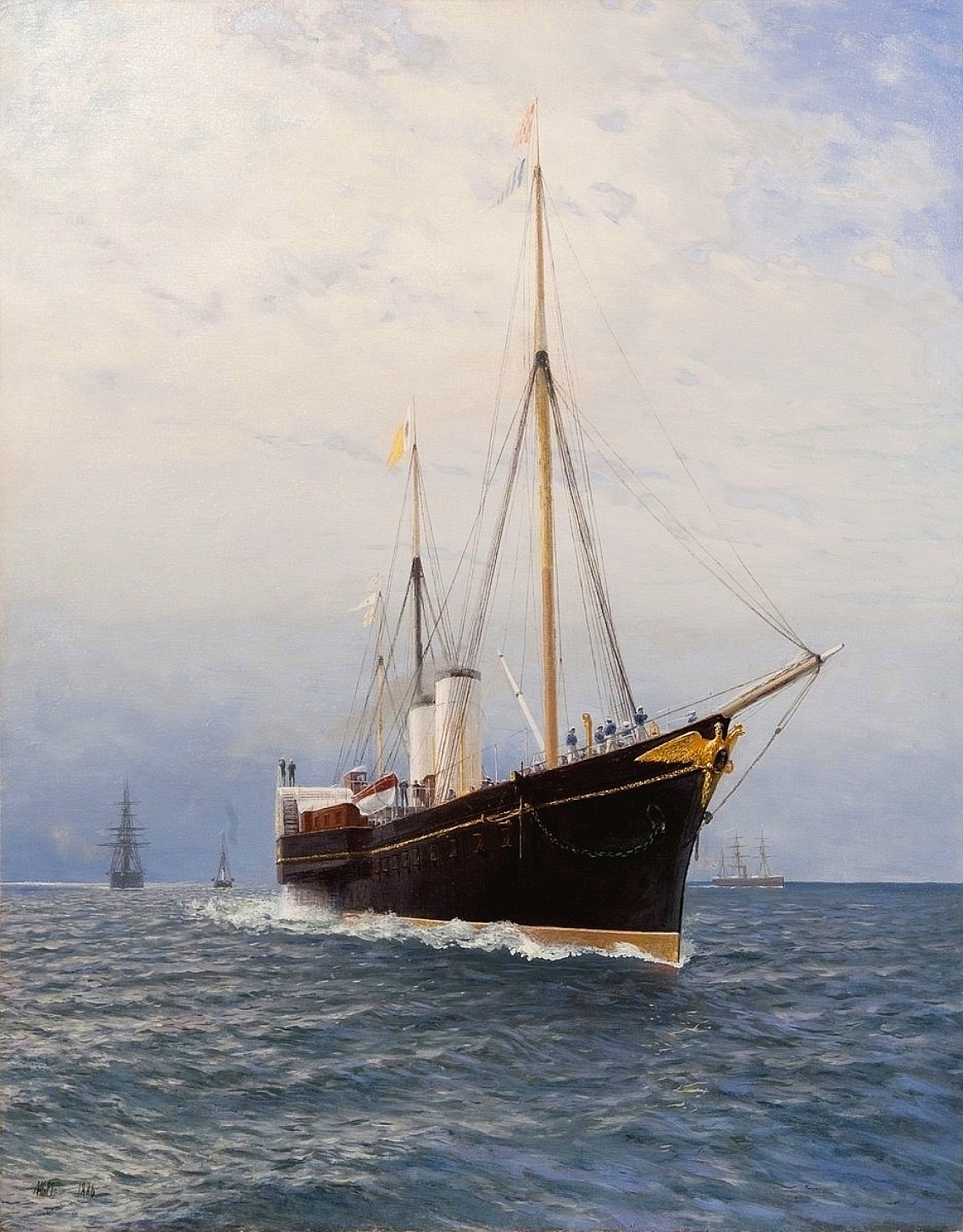
Императорская яхта «Держава» построенная И. С. Дмитриевым.
Картина Л. Ф. Лагорио

В 1858 году И. С. Дмитриев был переведён в Санкт-Петербург и назначен старшим строителем на Охтенскую верфь, где построил два винтовых фрегата: 45-пушечный «Ослябя» и 54-пушечный «Александр Невский».
1 апреля 1860 года стал инспектором кораблестроительных работ Петербургского порта с производством в генерал-майоры Корпуса корабельных инженеров. Временно был командирован в Архангельск для исправления повреждений новоспущенного винтового фрегата «Пересвет».
В 1864 году был направлен за границу для изучения особенностей железного судостроения. По возвращении в Россию, 28 апреля 1866 года генерал-майор И. С. Дмитриев в деревянном эллинге Нового Адмиралтейства в присутствии императора Александра II и генерал-адмирала Великого князя Константина Николаевича заложил деревянную колёсную Императорскую яхту «Держава», за постройку которой в 1870 году получил награду 10000 рублей.
1 января 1868 года за отличия произведён в генерал-лейтенанты Корпуса корабельных инженеров. 14 июня 1868 года назначен председателем кораблестроительного отделения Морского технического комитета, принимал активное участие в осуществлении перехода к строительству железных паровых судов. В 1877 году был избран членом Конференции Николаевской морской академии.
В 1870—1873 годах по проекту А. А. Попова и корабельных инженеров И. С. Дмитриева и Н. Кутейникова на судоверфи Охтенского адмиралтейства был построен первый в мире океанский броненосный крейсер русского императорского флота «Генерал-Адмирал».
В 1879 году был пожалован бриллиантовым перстнем с вензелевым изображением имени Его Императорского Высочества Наследника Цесаревича «за труды по разработке идеи современного крейсера, и технической поверке судовых проектов». 1 января 1880 года произведён в корабельные инженер-генералы с назначением членом Адмиралтейств-совета.
Умер Иван Сергеевич Дмитриев 26 августа 1881 года. Похоронен на Новодевичьем кладбище в Санкт-Петербурге.

## Награды
- Орден Святого Станислава 3-й степени (1833).
- Орден Святой Анны 3-й степени (1842).
- Орден Святого Владимира 4-й степени (1843).
- Орден Святой Анны 2-й степени (1853).
- Орден Святого Владимира 3-й степени (1863).
- Орден Святого Станислава 1-й степени (1865).
- Орден Святой Анны 1-й степени (1870).
- Орден Святого Владимира 2-й степени (1874).
- Орден Белого Орла (1877).
- Медали, в том числе турецкая золотая медаль в память пребывания российских войск в Босфоре в 1833 году (1833)[2].